# Олбані (округ Грін, Вісконсин)
Олбані (англ. Albany) — селище (англ. village) в США, в окрузі Ґрін штату Вісконсин. Населення — 1189 осіб (2020).

## Географія
Олбані розташоване за координатами 42°42′25″ пн. ш. 89°26′13″ зх. д. / 42.70694° пн. ш. 89.43694° зх. д. (42.707073, -89.436918).  За даними Бюро перепису населення США в 2010 році селище мало площу 3,38 км², з яких 3,32 км² — суходіл та 0,07 км² — водойми.

## Демографія
Згідно з переписом 2010 року, у селищі мешкало 1018 осіб у 434 домогосподарствах у складі 274 родин. Густота населення становила 301 особа/км².  Було 493 помешкання (146/км²).
Расовий склад населення:
| - 96,5 % — білих - 0,7 % — азіатів - 0,5 % — чорних або афроамериканців - 1,1 % — осіб інших рас |

До двох чи більше рас належало 1,3 %. Частка іспаномовних становила 2,4 % від усіх жителів.
За віковим діапазоном населення розподілялося таким чином: 22,6 % — особи молодші 18 років, 65,5 % — особи у віці 18—64 років, 11,9 % — особи у віці 65 років та старші. Медіана віку мешканця становила 39,8 року. На 100 осіб жіночої статі у селищі припадало 93,5 чоловіків;  на 100 жінок у віці від 18 років та старших — 95,5 чоловіків також старших 18 років.
Середній дохід на одне домашнє господарство  становив 52 919 доларів США (медіана — 44 020), а середній дохід на одну сім'ю — 59 586 доларів (медіана — 47 708). Медіана доходів становила 44 257 доларів для чоловіків та 31 250 доларів для жінок. За межею бідності перебувало 7,0 % осіб, у тому числі 2,9 % дітей у віці до 18 років та 4,5 % осіб у віці 65 років та старших.
Цивільне працевлаштоване населення становило 597 осіб. Основні галузі зайнятості: освіта, охорона здоров'я та соціальна допомога — 25,1 %, виробництво — 18,6 %, роздрібна торгівля — 9,0 %, транспорт — 8,7 %.